# جزيرة دنهولم

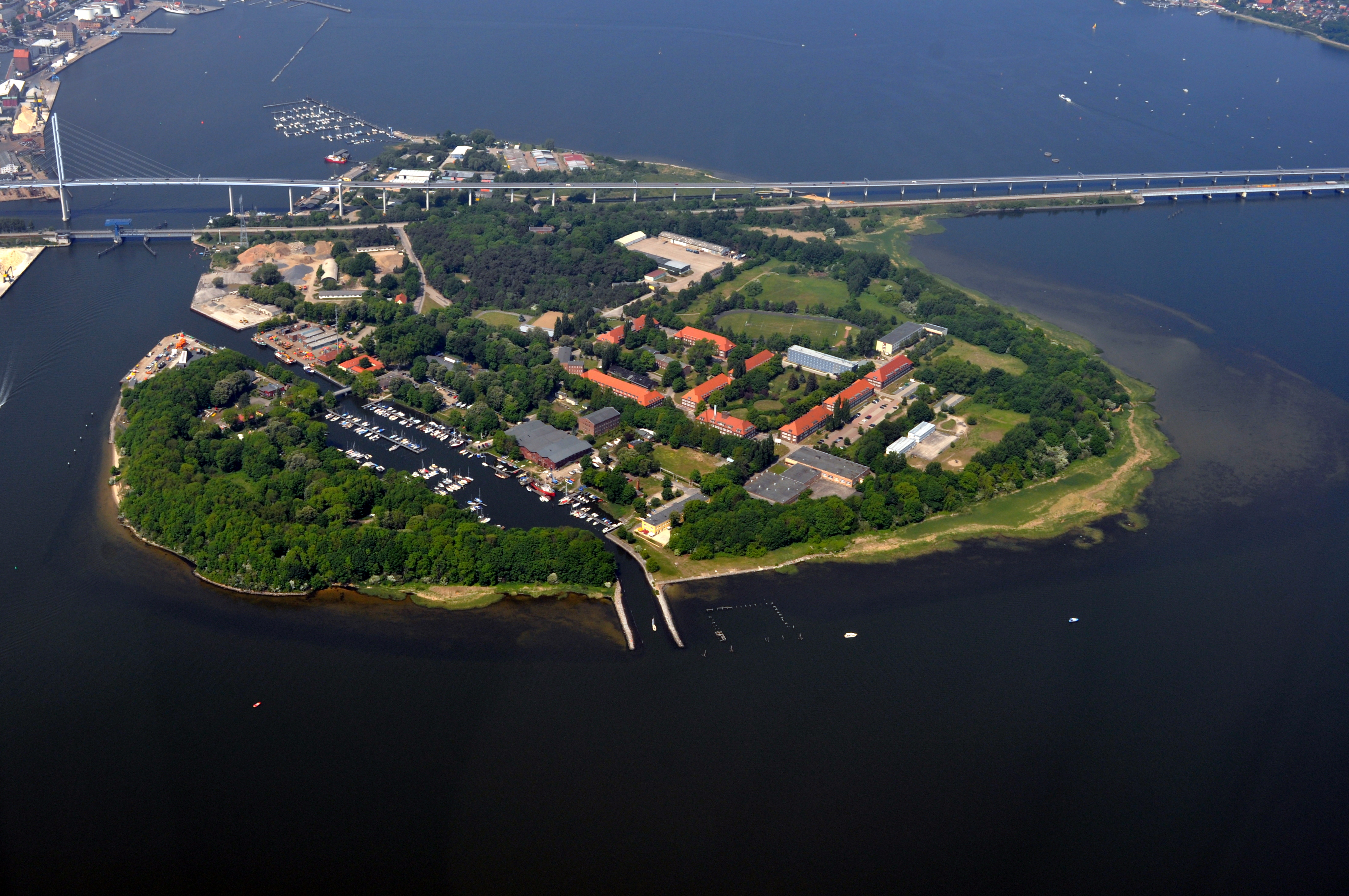
جزيرة دنهولم مع الجسر الذي يربط مدينة شترالسوند وجزيرة روغن

جزيرة دنهولم، (Dänholm) هي جزيرة صغيرة على الساحل الألماني لبحر البلطيق في ألمانيا.

## الموقع
تقع الجزيرة في ستريلاسوند شرق شترالسوند مباشرةً. كل من الجسور التي تربط روغن بالبر الرئيسي ، روغندام و روغنبركه ، كانت الجزيرة مسرحا لحادث وقع بين الجيوش السويدية والفرنسية في عام 1807م، عندما كانت تنتمي إلى بوميرانيا السويدية.